# Соня (Алиса в Стране чудес)
Соня (англ. Dormouse, от лат. dormire — спать) — грызун соня, персонаж книги Льюиса Кэрролла «Алиса в Стране чудес». Соня — один из трёх, не считая Алисы, участников «безумного чаепития» (англ. A Mad Tea Party). Сидит за столом между Мартовским зайцем и Болванщиком, которые используют Соню в качестве подушки, до того как Алиса подходит к ним.

## В книге

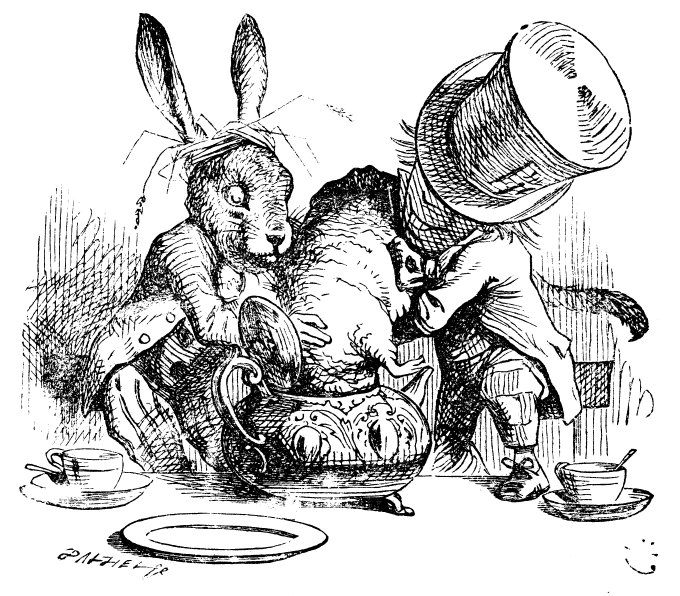
Мартовский заяц и Болванщик окунают Соню в чайник. Иллюстрация Джона Тенниела

- По ходу действия Соня всё время неожиданно засыпает и просыпается, произнося странные фразы. Например: «С тем же успехом можно сказать, что „я дышу, когда сплю“ то же самое, что и „Я сплю, когда дышу!“»[2]
- Также Соня рассказывает историю о трёх Кисельных барышнях, что живут в колодце с патокой (киселём), и рисуют предметы на букву «М»: мышеловки (mouse-traps), месяц (moon), память (memory), множество(muchness)[3].
- В оригинальной версии Соня — мужской персонаж и единственная из всей троицы, не названная сумасшедшей.
- В конце концов Болванщик и Мартовский заяц засовывают Соню головой в чайник[4].
- Позже Соня, такая же сонная, присутствует на суде по делу Червонного Валета в качестве одного из присяжных[5].

## История персонажа
Р. Л. Грин писал, что британские дети в те времена нередко держали дома сонь, а искусственным зимним гнездом для спячки чаще всего служил старый чайник, выложенный мхом или сухой травой. Другим прототипом Сони, возможно, был ручной вомбат Данте Габриэля Россетти, который часто спал у него на столе. Кэрролл знал семью Россетти и порой навещал их.
Мартин Гарднер предполагает, что образ Сони должен быть связан с Додо, увиденным несколькими главами ранее, за которым скрывается сам Кэрролл: следовательно, Соня — олицетворение автора, а её сон представляет отстранённость от активного соучастия в событиях.
Переводчица «Алисы» на русский язык Нина Демурова в статье «Льюис Кэрролл и история одного пикника» называет прототипом Сони мисс Прикетт, пожилую няньку девочек Лиделл, которая обычно сопровождала их на чаепитие к Кэрроллу по вечерам и часто дремала за столом.

## Влияние

### Музыка
Американская группа «Jefferson Airplane» в песне «White Rabbit» использует образ Сони. Самые последние слова песни, повторяющиеся дважды и усиливающиеся в крещендо, дословно переводятся так: «Помни, что сказала тебе Соня: накорми свою голову, накорми свою голову» (англ. «Remember what the dormouse said: feed your head, feed your head»).
Образ Сони в этом преломлении вдохновил название книги Джона Маркоффа «Что сказала Соня: как контркультура 60-х сформировала индустрию персональных компьютеров» (англ. What the Dormouse Said: How the 60s Counterculture Shaped the Personal Computer Industry)

### Компьютерные игры
- Соня появляется в компьютерной игре «American McGee’s Alice», где она и Мартовский заяц — жертвы экспериментов Болванщика. Присутствует она и в сиквеле этой игры, «Alice: Madness Returns», но уже в качестве отрицательного персонажа.
- В игре по мотивам фильма Бёртона Соня — играбельный, чисто боевой персонаж.

### В аниме и манге
- В аниме и манге Pandora Hearts Соня — цепь Винсента Найтрея, которая способна усыпить любое существо. Из-за Сони Винсент часто засыпает в неожиданных местах.
- В OVA «Сиэль в Стране Чудес» из аниме «Тёмный дворецкий» роль Сони выполнял Рональд Нокс.